# Clara und die tollen Typen
Clara und die tollen Typen ist ein französischer Spielfilm von Jacques Monnet aus dem Jahr 1981.

## Handlung
In Grenoble trifft regelmäßig eine Freundesgruppe zusammen: Der junge Polizist Mickey, der in einer Beziehung mit einer deutlich älteren Frau lebt, die junge Louise, deren Eltern ständig streiten, Frédéric, der es seinen Eltern nie recht machen konnte, das Ehepaar Charles und Aimée und Bertrand, der erst kurz bei der Gruppe ist und mit seiner Frau zwei Kinder hat, die nur Englisch sprechen (im französischen Original sprechen die Kinder Deutsch). Alle eint ihr Alter – sie sind um die 30 Jahre alt –, ihre zumeist unsichere berufliche Lage und ihre Liebe zur Musik, formen sie doch die Band Why Notes. Gemeinsam bereiten sie sich auf einen Auftritt in Paris vor, wo Charles Klassentreffen hat. In Paris will Louise zudem mit ihrer Brieffreundin Edith zusammentreffen, die sie noch nie gesehen hat, mit der sie aber noch im gleichen Jahr eine Rallye fahren will.
Der Weg nach Paris erweist sich als abenteuerlich. Nach einem Streit mit Bauarbeitern wird der Tourbus der Truppe zertrümmert und sie müssen per Zug nach Paris reisen. Bertrand wiederum hat sich von der Gruppe abgesetzt, um der jungen Clara zu folgen. Sie hatte am Morgen geheiratet und war nach einem Streit mit ihrem frischangetrauten Ehemann wütend aus der Kirche gestürmt. Bei einem Zwischenstopp mit dem noch ganzen Tourbus hatte Bertrand sie wiedergesehen und sie hatte aus einer sentimentalen Laune heraus vorgeschlagen, mit ihm zu fliehen. Weil er nicht sofort reagierte, ging sie zu ihrem Mann zurück, der sie jedoch nur als sein Eigentum, nicht jedoch seine Ehefrau betrachtet. Als Bertrand sein Fehler bewusst wird, reist er per Flugzeug nach Paris, wo er ihre Wohnung aufsucht. Dem Rest der Band gibt er einen Treffpunkt unweit der Wohnung bekannt. Als die Gruppe eintrifft, kann sie ihn zunächst nicht finden: Bertrand wollte voller Eifersucht an der Fassade des Hochhauses, in dem Clara mit ihrem Mann lebt, hochklettern, um zu ihrem Fenster zu gelangen, blieb dabei jedoch an einer Reklametafel hängen. Clara wiederum hat zu dem Zeitpunkt ihren Mann und das Haus verlassen und ist zu ihrer Freundin gegangen. Während die Bandmitglieder die Feuerwehr rufen, wird Mickey zu Clara geschickt, um diese mit Bertrand zusammenzubringen. Clara wiederum lässt sich von Mickey die Nacht über Polizeianekdoten erzählen. Am Ende schlafen beide miteinander, was zwar die Bandmitglieder erfahren, nicht jedoch Bertrand.
Die Zeit in Paris wird das Leben und die Beziehungen der Freunde verändern. Mickey vergisst seine Brieftasche bei Clara, deren Freundin Mickeys Freundin anruft, um den Halter ausfindig zu machen. So erfährt diese, dass Mickey fremdgegangen ist. Bertrand schickt seiner Frau einen Brief, in dem er sich von ihr trennt. Er will mit Clara zusammenkommen, die ihn jedoch nicht liebt. Louise muss erkennen, dass Edith nur gemeinsam mit ihrem Mann, einem Fotografen, an der Rallye teilnehmen wird. Das Paar wiederum streitet sich genauso, wie Louises Eltern zu Hause – eine Situation, der Louise durch die Rallye eigentlich entfliehen wollte. Zwischen Charles und Aimée wiederum kommt es zum Zerwürfnis, als sich Aimée in Paris mit einem früheren Liebhaber trifft.
Am Ende lösen sich die Probleme auf. Der Auftritt der Why Notes wird ein Erfolg und die Gruppe kehrt nach Grenoble zurück. Aimée und Charles versöhnen sich, weil der frühere Liebhaber für Aimée keinen Reiz mehr hat. Mickeys Seitensprung wird ihm von seiner Freundin verziehen werden, war sie doch selbst nicht immer treu. Bertrand erkennt, dass Clara ihn nicht liebt und wird den Brief an seine Frau beim Briefträger abfangen, um seine Ehe zu retten. Clara bleibt bei der Freundesgruppe und wird in den nächsten Wochen Autofahren lernen, da sie an Ediths Stelle mit Louise die Rallye fahren will.

## Produktion
Clara und die tollen Typen wurde zwischen Juli und Oktober 1980 unter anderem in Grenoble, Annecy und Paris gedreht. Ein Großteil der Hauptdarsteller war zum Zeitpunkt des Drehs Mitglied des Café-Théâtre. Der Film kam am 14. Januar 1981 in die französischen Kinos. In Deutschland erschien er nicht im Kino, sondern wurde erstmals am 20. August 1995 auf Vox im Fernsehen gezeigt. Im Jahr 2005 erschien er auf DVD.
Clara ist im Film ein großer Fan von Michel Jonasz, dessen Konzerte sie besucht. Jonasz schrieb die Filmmusik für Clara und die tollen Typen.

## Kritik
Der film-dienst bezeichnete den Film als Komödie, die „das Lebensgefühl einer Generation festhalten will und von den treffsicheren Dialogen und der glänzenden Hauptdarstellerin lebt.“ Cinema schrieb: „Die melancholische Komödie versucht, das Lebensgefühl kurz vor der New-Wave-Ära in poetische Bilder zu übersetzen.“ Herausgekommen sei ein „kleiner, verträumter Film mit schöner Optik“.